# Chimarra houvichka
Chimarra houvichka is een schietmot uit de familie Philopotamidae. De soort komt voor in het Oriëntaals gebied.